# 太平洋区域环境规划组织
太平洋區域環境規劃組織（SPREP)成立於1982年，是一個由企業支援的跨政府組織，支持太平洋島嶼環境保護與改善運動，確保其永續發展。
過去曾名為「南太平洋環境規劃組織（South Pacific Regional Environment Programme）」，為彰顯其赤道北端的成員，「南」字於2004年去除，然而其英文縮寫「SPREP」則未更改；其法文名為「Programme régional océanien de l’environnement」，縮寫是 PROE。

## 成員
- 成員包含21個太平洋島嶼、國家與其領土，以及四個對此區域保持直接興趣的已開發國家：

| 美属萨摩亚       | *      | 庫克群島     |
| 密克羅尼西亞聯邦 | 斐济   | 法國*        |
| 法屬玻里尼西亞   | 關島   | 基里巴斯     |
| 马绍尔群岛       | 瑙鲁   | 新喀里多尼亞 |
| 新西兰*          | 纽埃   |              |
| 帛琉             |        | 萨摩亚       |
| 所罗门群岛       | 托克勞 |              |
|                  | 英国*  | 美国*        |
|                  |        |              |

## 計畫
其秘書處執行兩項計畫：
- 島嶼環境系統（Island Ecosystems） 協助太平洋島嶼、國家及領土管理其島內資源與海洋環境，以支持其居民生命與生計，包含：
  - Island ecosystem
  - Coast 與 marine ecosystem
  - 特殊物種
  - 人民與組織

- 太平洋未來（Pacific Futures） 協助太平洋島嶼國家與領土計畫及應對島嶼與海洋系統的威脅與壓力，包含：
  - 管理多邊環境協議與區域合作機制
  - 監測環境與編撰報告
  - 氣候變遷與氣象
  - 廢棄物管理與污染管控
  - 環境規劃

## 外部連結
- SPREP* Pacific Environment Information Network Digest: a monthly digest of pacific environment news and developments gathered from global news sources and a regional network of Pacific environment officers
- Pacific Environment Databases and Recommended Internet Resources
- Pacific Environment Information Network Country Profiles Directory
- （页面存档备份，存于）
- Convention for the Protection of the Natural Resources and Environment of the South Pacific Region（页面存档备份，存于）, Treaty available in ECOLEX-the gateway to environmental law (English)